# Огурцово (Новосибирск)
Огурцово — посёлок в Советском районе города Новосибирска.

## Расположение
Посёлок расположен на юго-западе Новосибирска между рекой Обь (левый берег) и Советским шоссе. С южной стороны к посёлку примыкает микрорайон ОбьГЭС, с северной — посёлок Мичуринский. Огурцово находится в 15 км от ближайшей железнодорожной станции «Сеятель», в 30 километрах от международного аэропорта Толмачево.

## История
В 1816 году на подробной карте Колывано-Вознесенской горной округи присутствует деревня Огурцова.
В 1893 году в насчитывалось 64 двора (55 крестьянских, 9 некрестьянских), в поселении проживали 171 мужчина и 173 женщины.
В 1941 году в посёлке открылась метеорологическая станция.
В 1958 году населённый пункт был включён в состав нового Советского района Новосибирска.
По состоянию на 2020 год, вся застройка посёлка представляет собой частные малоэтажные дома.

## Климат
Климат — континентальный. Средние температуры января −16, июля +23. Годовая норма осадков 300—500 миллиметров.

## Предприятия и учреждения
Производственные предприятия:
- ООО «СиНаМ» — компания по производству натуральных и косметических масел;

Торговые предприятия:
- ООО «Радуга» — продуктовый магазин;

Автосервис:
- КарданБаланс;

Остальные социально значимые учреждения поселка территориально находятся в микрорайоне ОбьГЭС, который граничит с ним.

## Общественные организации
- Территориальное общественное самоуправление «Огурцово» (ТОС «Огурцово») создано в 2006 году.

## Транспорт
Остановки
Все остановки, кроме «Село Огурцово», располагаются на улице Ивлева:
- Раздольная
- Магазин № 4
- Находка
- Село Огурцово — находится рядом с посёлком, на Советском шоссе.

Автобусы
Имеются прямые автобусные маршруты до центра Новосибирска, Краснообска, Академгородка, сёл Ленинское и Вверх-Тула Новосибирского района.